# Lodewijk Caspar Valckenaer
Lodewijk Caspar Valckenaer, latiniserat Ludovicus Casparus Valckenarius, född 7 juni 1715 i Leeuwarden, död 15 mars 1785 i Leiden, var en nederländsk filolog. 
Valckenaer blev professor i grekiska språket vid universitetet i Franeker 1741 och i Leiden 1766. Han vann ett namn genom sina kritiska editioner av bland annat Ammonius "De vocabulorum affinium differentia" (1739), Euripides "Phonissæ" (1755) och "Hippolytus" (1768), Theokritos idyller (1773) samt undersökningen De Aristobulo judæo (utgiven 1806). Valckenaers samlade "Opuscula" utkom i Leipzig 1808–09 (i två band). Hans son Jan Valckenaer (1759–1821) blev känd som juridisk författare och diplomat.